# 迪朗
迪朗（法語：Duran，法語發音：[dyʁɑ̃]）是法国热尔省的一个市镇，属于欧什区。

## 地理
迪朗（43°40'6"N, 0°34'1"E）面积6.59 平方千米，位于法国奧克西塔尼大區热尔省，该省份为法国西南部内陆省份，北起顺时针与洛特-加龙省、塔恩-加龙省、上加龙省、上比利牛斯省、大西洋比利牛斯省和朗德省接壤。
与迪朗接壤的市镇（或旧市镇、城区）包括：欧什、卡斯坦。

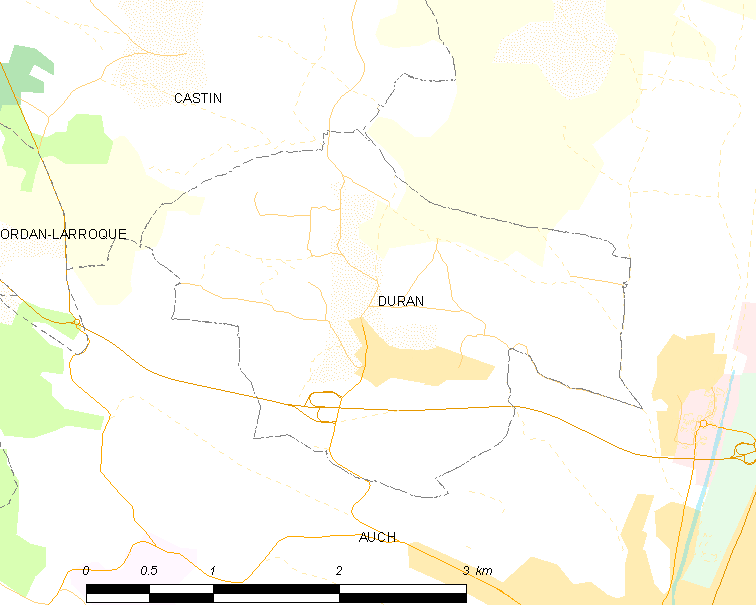
迪朗的OSM定位图

迪朗的时区为UTC+01:00、UTC+02:00（夏令时）。

## 行政
迪朗的邮政编码为32810，INSEE市镇编码为32117。

## 政治
迪朗所属的省级选区为欧什加斯科涅县。

## 人口

1962-2008年间迪朗人口变化图示

迪朗于2022年1月1日时的人口数量为857人。